# Recuerdos de niñez y de mocedad
Recuerdos de niñez y de mocedad (1908) es una obra autobiográfica del escritor y filósofo español Miguel de Unamuno (1864-1936), uno de los autores más importantes de la llamada Generación del 98.

## Ediciones
Aunque apareció en 1908, en realidad reúne y refunde textos compuestos muchos años antes y publicados como artículos en El Nervión de Bilbao entre 1891 y 1892, por lo que hay diferencias textuales notables entre las distintas versiones de la obra. Según una carta de 1898, ya albergaba entonces el autor la idea de editar un libro con el título de Recuerdos de niñez y juventud.

## Contenido y estilo
El libro, de tono a la vez humorístico, reflexivo y melancólico, consiste principalmente en los avatares y anécdotas de su vida y formación elemental, secundaria y bachillerato en Bilbao hasta los dieciséis años. Desde una perspectiva intrahistórica, el autor se ciñe a los pequeños detalles (juegos, travesuras, peleas, costumbres, inquietudes espirituales, lecturas, desilusiones, urbanidad, religiosidad, fiestas y devociones; maestros, condiscípulos, veraneos) para ofrecer una visión de la España vasca de por entonces, al paso que recupera las raíces de su amor por el arte y la naturaleza, la cual empezó a conocer en sus veraneos en la casa que su familia tenía en Deusto; encuentra asimismo en sus primeros tiempos las raíces y veneros de su vocación filosófica y literaria.

## Estructura
El título evoca los Souvenirs d'enfance et de jeunesse de Ernest Renan y la obra se compone de una «Primera parte» de quince capítulos consagrada a su infancia -años en la escuela-; una
«Segunda parte» en siete capítulos que resume sus años de mocedad desde su ingreso en el Instituto de Segunda Enseñanza hasta concluir su Bachillerato; una «Moraleja» viene a extraer con densidad poética el sentido global de estas dos etapas y una nueva parte de seis capítulos, denominada «Estrambote», con recuerdos de sus años de adolescencia en Bilbao, en lo fundamental referidos a su relación con el pintor Antonio Lecuona (1831-1907), cuyo estudio estaba en la última planta del edificio que fue domicilio familiar y donde conoció al escritor Antonio de Trueba; esta parte no se incluye en los artículos de El Nervión.

## Recepción y crítica
El libro fue publicado el año en que Unamuno, ya con cuarenta y cuatro años, perdió a su madre. La fría acogida que tuvo el escrito desoló al autor, pues era una de sus obras más queridas: en Andanzas y visiones españolas (1922), bajo el epígrafe «De vuelta de la cumbre», correspondiente a un artículo escrito en 1911, confesaba:

No sé cómo puede vivir quien no lleve a flor del alma los recuerdos de su niñez. Trece volúmenes llevo ya publicados, pero de todos ellos no pienso volver a leer sino uno, el de mis Recuerdos de niñez y de mocedad, donde en días de serenidad ya algo lejana, traté de fijar no mi alma de niño, sino el alma de la niñez.

En 1926 aún conservaba ese sentimiento cuando escribió al hispanista Jean Cassou: «Ese libro que
parece tan ligero es el de mi más intenso drama».